# Szwedzkie królowe
Szwedzkie królowe 
(począwszy od żon króla Gustawa I):

## Wazowie
| # | Imię                        |  | Urodzona                    | Zmarła                     | Czas rządów | Rodzice                                                           |
| - | --------------------------- |  | --------------------------- | -------------------------- | ----------- | ----------------------------------------------------------------- |
| 1 | Katarzyna saska             |  | 24 września 1513 Ratzenburg | 23 września 1535 Sztokholm | 1531-1535   | Magnus I (Saksonia-Lauenburg) Katarzyna von Braunschweig-Lüneburg |
| 2 | Małgorzata Leijonhufvud     |  | 1 stycznia 1516 Gräfsnäs    | 26 sierpnia 1551 Melar     | 1536-1551   | Erik Abrahamsson Leijonhufvud Ebba Eriksdotter Vasa               |
| 3 | Katarzyna Stenbock          |  | 22 lipca 1535 Torpa         | 13 grudnia 1621 Strömsholm | 1552-1560   | Gustaf Olofsson Stenbock Brita Eriksdotter Leijonhufvud           |
| 4 | Katarzyna Månsdotter        |  | 6 listopada 1550 Uppland    | 13 września 1612 Kangasala | 1568        | Måns Ingrid                                                       |
| 5 | Katarzyna Jagiellonka       |  | 1 listopada 1526 Kraków     | 16 września 1583 Sztokholm | 1568-1583   | Zygmunt I Stary Bona Sforza                                       |
| 6 | Gunilla Bielke              |  | 25 czerwca 1568 Liljesta    | 19 lipca 1597 Bråborg      | 1585-1592   | Johan Axelsson Bielke Margareta Axelsdotter                       |
| 7 | Anna Habsburżanka           |  | 16 sierpnia 1573 Graz       | 10 lutego 1598 Warszawa    | 1592-1598   | Karol Styryjski Maria Anna Wittelsbach                            |
| 8 | Krystyna z Holstein-Gottorp |  | 13 kwietnia 1573 Kilonia    | 8 grudnia 1625 Gripsholm   | 1604-1611   | Adolf I (książę Holsztynu-Gottorp) Krystyna heska                 |
| 9 | Maria Eleonora Hohenzollern |  | 11 listopada 1599 Królewiec | 28 marca 1655 Sztokholm    | 1620-1632   | Jan Zygmunt Hohenzollern Anna Hohenzollern                        |

## Wittelsbachowie
| #  | Imię                                |  | Urodzona                     | Zmarła                      | Czas rządów | Rodzice                                                   |
| -- | ----------------------------------- |  | ---------------------------- | --------------------------- | ----------- | --------------------------------------------------------- |
| 10 | Jadwiga Eleonora z Holstein-Gottorp |  | 23 października 1634 Gottorp | 24 listopada 1715 Sztokholm | 1654-1660   | Fryderyk III von Holstein-Gottorp Maria Elżbieta Saska    |
| 11 | Ulryka Eleonora Duńska              |  | 11 września 1656 Kopenhaga   | 26 lipca 1693 Karlberg      | 1680-1693   | Fryderyk III Oldenburg Zofia Amalia Braunschweig-Lüneburg |

## Dynastia heska
| #  | Imię                        |  | Urodzona                   | Zmarła                      | Czas rządów | Rodzice                         |
| -- | --------------------------- |  | -------------------------- | --------------------------- | ----------- | ------------------------------- |
| 12 | Ulryka Eleonora Wittelsbach |  | 23 stycznia 1688 Sztokholm | 24 listopada 1741 Sztokholm | 1718-1741   | Karol XI Ulryka Eleonora Duńska |

## Oldenburgowie, linia Holstein-Gottorp
| #  | Imię                        |  | Urodzona                | Zmarła                    | Czas rządów | Rodzice                                                                   |
| -- | --------------------------- |  | ----------------------- | ------------------------- | ----------- | ------------------------------------------------------------------------- |
| 13 | Ludwika Ulryka Hohenzollern |  | 24 lipca 1720 Berlin    | 16 lipca 1782 Svartsjö    | 1751-1771   | Fryderyk Wilhelm I Pruski Zofia Dorota Hanowerska                         |
| 14 | Zofia Magdalena Oldenburg   |  | 3 lipca 1743 Kopenhaga  | 21 sierpnia 1813 Solna    | 1771-1792   | Fryderyk V Oldenburg Ludwika Hanowerska                                   |
| 15 | Fryderyka Dorota Badeńska   |  | 12 marca 1781 Karlsruhe | 25 września 1826 Lozanna  | 1797-1809   | Karol Ludwik Badeński Amalia Fryderyka Hessen-Darmstadt                   |
| 16 | Jadwiga Elżbieta            |  | 22 marca 1759 Eutin     | 20 czerwca 1818 Sztokholm | 1809-1818   | Fryderyk August I von Oldenburg Ulryka Fryderyka Wilhelmina Hessen-Kassel |

## Bernadotte
| #  | Imię                               |  | Urodzona                   | Zmarła                    | Czas rządów | Rodzice                                             |
| -- | ---------------------------------- |  | -------------------------- | ------------------------- | ----------- | --------------------------------------------------- |
| 17 | Dezyderia                          |  | 8 listopada 1777 Marsylia  | 17 grudnia 1860 Sztokholm | 1818-1844   | François Clary Françoise Rose Somis                 |
| 18 | Józefina de Beauharnais-Bernadotte |  | 14 marca 1807 Mediolan     | 7 czerwca 1876 Sztokholm  | 1844-1859   | Eugeniusz de Beauharnais Augusta Amalia Wittelsbach |
| 19 | Ludwika Orańska                    |  | 5 sierpnia 1828 Haga       | 30 marca 1871 Sztokholm   | 1859-1871   | Fryderyk (książę holenderski) Ludwika Pruska        |
| 20 | Zofia Wilhelmina Nassau            |  | 9 lipca 1836 Wiesbaden     | 30 grudnia 1913 Sztokholm | 1872-1907   | Wilhelm von Nassau Paulina Fryderyka Wirtemberska   |
| 21 | Wiktoria Badeńska                  |  | 7 sierpnia 1862 Karlsruhe  | 4 kwietnia 1930 Rzym      | 1907-1930   | Fryderyk I Badeński Ludwika Maria Hohenzollern      |
| 22 | Ludwika Mountbatten                |  | 13 lipca 1889 Heiligenberg | 7 marca 1965 Sztokholm    | 1950-1965   | Ludwik Battenberg Wiktoria Hessen-Darmstadt         |
| 23 | Sylwia Sommerlath                  |  | 23 grudnia 1943 Heidelberg |                           | 1976-       | Walter Sommerlath Alice Soares de Toledo            |